# دون كاهون
دون كاهون (بالإنجليزية: Don Cahoon)‏ هو لاعب هوكي جليد أمريكي، ولد في 13 أبريل 1949 في لين في الولايات المتحدة.

## وصلات خارجية
- دون كاهون على موقع EliteProspects.com (الإنجليزية)
- دون كاهون على موقع HockeyDB.com (الإنجليزية)